# Marcos Giron
Marcos Giron (* 24. Juli 1993 in Thousand Oaks, Kalifornien) ist ein US-amerikanischer Tennisspieler.

## Karriere
Marcos Giron spielt hauptsächlich auf der ATP Challenger Tour und der ITF Future Tour. Dabei konnte er bislang drei Einzelsiege auf der Future Tour feiern. Sein Debüt auf der ATP World Tour gab er 2012 im Doppelbewerb bei den Farmers Classic in Los Angeles, wo er an der Seite von Nicolas Meister eine Wildcard erhielt und in der ersten Runde auf Rajeev Ram und Michael Craig Russell traf. Sie verloren das Spiel in zwei Sätzen mit 6:7 (3:7) und 2:6.
Im Einzelbewerb konnte er sich 2014 in Winston-Salem erstmals für ein Hauptfeld auf der ATP World Tour qualifizieren. In der ersten Runde traf er dann auf Alexander Nedowessow, dem er in zwei Sätzen unterlegen war. Eine Woche später erhielt er bei den US Open sowohl für den Einzelbewerb als auch für den Doppelbewerb eine Wildcard und gab somit sein Debüt bei Grand-Slam-Turnieren. Im Einzel scheiterte er in der Startrunde in drei Sätzen an John Isner und im Doppel an der Seite von Kevin King ebenfalls in der ersten Runde an Dušan Lajović und João Sousa in zwei Sätzen. In der zweiten Woche der US Open gewann Giron das American Collegiate Invitational und sicherte sich so eine Wildcard für die US Open 2015. Diese galt allerdings nur für die Qualifikation, da Giron die Top 250 der Weltrangliste verfehlte. Dies war als Bedingung für einen direkten Start im Hauptfeld vereinbart worden. Er verlor in der ersten Runde gegen Alejandro González.
Seinen ersten Titel auf der Challenger Tour gewann er im Januar 2019 in Orlando.

## Erfolge
| Legende (Anzahl der Siege) |
| Grand Slam                 |
| ATP Finals                 |
| ATP Tour Masters 1000      |
| ATP Tour 500               |
| ATP Tour 250 (1)           |
| ATP Challenger Tour (4)    |

| ATP-Titel nach Belag |
| Hartplatz (0)        |
| Sand (0)             |
| Rasen (1)            |

### Einzel

#### Turniersiege

##### ATP Tour
| Nr. | Datum         | Turnier | Belag | Finalgegner    | Ergebnis       |
| --- | ------------- | ------- | ----- | -------------- | -------------- |
| 1.  | 21. Juli 2024 | Newport | Rasen | Alex Michelsen | 6:74, 6:3, 7:5 |

##### ATP Challenger Tour
| Nr. | Datum             | Turnier | Belag     | Finalgegner  | Ergebnis        |
| --- | ----------------- | ------- | --------- | ------------ | --------------- |
| 1.  | 6. Januar 2019    | Orlando | Hartplatz | Darian King  | 6:4, 6:4        |
| 2.  | 17. November 2019 | Houston | Hartplatz | Ivo Karlović | 7:5, 6:75, 7:69 |

#### Finalteilnahmen
| Nr. | Datum              | Turnier   | Belag         | Finalgegner       | Ergebnis       |
| --- | ------------------ | --------- | ------------- | ----------------- | -------------- |
| 1.  | 25. September 2022 | San Diego | Hartplatz     | Brandon Nakashima | 4:6, 4:6       |
| 2.  | 11. Februar 2024   | Dallas    | Hartplatz (i) | Tommy Paul        | 6:73, 7:5, 3:6 |

### Doppel

#### Turniersiege
| Nr. | Datum            | Turnier      | Belag         | Partner        | Finalgegner              | Ergebnis  |
| --- | ---------------- | ------------ | ------------- | -------------- | ------------------------ | --------- |
| 1.  | 10. Februar 2019 | Dallas       | Hartplatz (i) | Dennis Novikov | Ante Pavić Ruan Roelofse | 6:4, 7:63 |
| 2.  | 2. März 2019     | Indian Wells | Hartplatz     | JC Aragone     | Darian King Hunter Reese | 6:4, 6:4  |

## Abschneiden bei Grand-Slam-Turnieren

### Einzel
| Turnier         | 2011 | 2012 | 2013 | 2014 | 2015 | 2016 | 2017 | 2018 | 2019 | 2020 | 2021 | 2022 | 2023 | 2024 | 2025 | Karriere |
| --------------- | ---- | ---- | ---- | ---- | ---- | ---- | ---- | ---- | ---- | ---- | ---- | ---- | ---- | ---- | ---- | -------- |
| Australian Open | —    | —    | —    | —    | —    | —    | —    | —    | —    | 1    | 1    | 1    | 1    | 1    | 3    | 3        |
| French Open     | —    | —    | —    | —    | —    | —    | —    | —    | Q2   | 2    | 3    | 1    | 3    | 1    | 1    | 3        |
| Wimbledon       | —    | —    | —    | —    | —    | —    | —    | —    | 1    |      | 2    | 2    | 2    | 2    | 2    | 2        |
| US Open         | Q1   | —    | —    | 1    | Q1   | —    | Q1   | —    | 1    | 2    | 2    | 1    | 1    | 1    |      | 2        |

Zeichenerklärung: S = Turniersieg; F, HF, VF, AF = Einzug ins Finale / Halbfinale / Viertelfinale / Achtelfinale; 1, 2, 3 = Ausscheiden in der 1. / 2. / 3. Hauptrunde; Q1, Q2, Q3 = Ausscheiden in der 1. / 2. / 3. Qualifikationsrunde; nicht ausgetragen

### Doppel
| Turnier         | 2014 | 2015 | 2016 | 2017 | 2018 | 2019 | 2020 | 2021 | 2022 | 2023 | 2024 | 2025 | Karriere |
| --------------- | ---- | ---- | ---- | ---- | ---- | ---- | ---- | ---- | ---- | ---- | ---- | ---- | -------- |
| Australian Open | —    | —    | —    | —    | —    | —    | —    | 1    | AF   | 1    | 1    | 1    | AF       |
| French Open     | —    | —    | —    | —    | —    | —    | —    | —    | 1    | 2    | 1    | 1    | 2        |
| Wimbledon       | —    | —    | —    | —    | —    | —    |      | —    | 1    | 1    | 1    | 2    | 2        |
| US Open         | 1    | —    | —    | —    | —    | —    | —    | 1    | 1    | —    | 1    |      | 1        |